# Pero behrensata
Pero behrensata là một loài bướm đêm trong họ Geometridae.